# Jan Samuel Richter
Jan Samuel Richter (ur. 6 czerwca 1764 w Taborze Wielkim, zm. 1839) – nauczyciel, publicysta, tłumacz, duchowny protestancki.
Wyróżniał się nieugiętością w obronie praw i języka Polaków na terenie Śląska. Urodził się w rodzinie kaznodziei kalwińskiego. Gimnazjum ukończył we Wrocławiu, teologię protestancką we Frankfurcie nad Menem (1783–1786). W latach 1816–1837 piastował urząd radcy konsystorialnego rejencji opolskiej. Ponadto zajmował się kierownictwem ewangelickich szkół elementarnych oraz od 1817 katolickich szkół elementarnych w powiecie nyskim, grodkowskim, prudnickim i niemodlińskim. Jako polski patriota, a jednocześnie członek władz, starał się wpływać na unowocześnienie i poprawę życia na Śląsku. W 1837 został przeniesiony w stan spoczynku, a rok później zmarł.